# Cerebralna paraliza
Cerebralna paraliza (CP) je grupa neprogresivnih poremećaja pokreta i položaja uzrokovana defektom ili oštećenjem nezrelog mozga. Pojam "cerebralna" odnosi se na mozak, a "paraliza" na poremećaj pokreta i položaja. Definicija i dijagnoza cerebralne paralize još uvijek su predmet mnogih rasprava. Predlaže se i novi naziv - centralni motorni deficit, vjerujući da je to bolje razumljiv termin. Cerebralna paraliza sveobuhvatan je naziv za različite poremećaje koji utječu na djetetovu sposobnost kretanja te držanja tijela i ravnoteže. Uzrok ovih poremećaja ozljeda je mozga prije poroda, tijekom poroda ili tijekom prvih godina djetetova života. Ozljeda ne oštećuje djetetove mišiće ili živce koji ih povezuju s leđnom moždinom, nego sposobnost mozga da kontrolira te mišiće.
Ovisno od položaja i ozbiljnosti ozljede mozga koja uzrokuje djetetove teškoće pri kretanju, ona može uzrokovati i druge probleme - poteškoće u razvoju, epileptične napade, poteškoće u govoru, poteškoće u učenju, probleme sluha ili vida.
Cerebralna paraliza ubraja se u razvojne teškoće jer utječe na način djetetova razvoja.

## Uzroci cerebralne paralize
Uzroci cerebralne paralize i čimbenici koji povećavaju vjerojatnost da će dijete imati cerebralnu paralizu dijele se na prenatalne (od začeća do poroda), perinatalne (kratko vrijeme iza poroda i jedan tjedan poslije poroda) i postnatalne (poslije prvog tjedna iza poroda).
Prenatalni uzroci: familijarne forme cerebralne paralize; definirani prenatalni sindromi; kromosomske abnormalnosti; dokazane kongenitalne infekcije (toksoplazmoza, rubeola, citomegalovirus, herpes); cerebralne anomalije (uključujući primarnu mikrocefaliju i fetalni hidrocefalus); manjak kisika; alkohol ili lijekovi upotrebljavani za vrijeme trudnoće. 
Perinatalni uzroci: moždano krvarenje u unutarnje prostore mozga i/ili u moždano tkivo; oštećenje moždanog tkiva (oko prostora s likvorskom tekućinom) uzrokovana manjkom kisika ili problemima s protokom krvi; potvrđeni edem mozga ili evidentnost neonatalnog šoka (npr. potreba za oživljavanjem); niski Apgar ili niski pH; neonatalni meningitis; neonatalne konvulzije; teška žutica. 
Postnatalni uzroci: trauma mozga; infekcije; vaskularni problemi; neoplazme; manjak kisika.

## Simptomi
Kada dijete ima oštećenje mozga onda će različiti simptomi i znakovi voditi roditelje da posumnjaju kako nešto nije u redu. Neki od tih simptoma i znakova su: slaba napetost ili mlohavost mišića, nesposobnost sjedenja bez potpore u dobi od 8 mjeseci, upotreba samo jedne strane tijela, poteškoće hranjenja, jaka iritabilnost, odsutnost osmijeha.

## Dijagnoza
Konačnu dijagnozu cerebralne paralize postavlja neuropedijatar i/ili fizijatar. Cerebralna paraliza nije bolest i ne može se izliječiti. To je stanje koje traje od rođenja do smrti.

## Tretman
Budući da nema dva ista djeteta s cerebralnom paralizom potreban je individualni program tretmana. Fizikalni terapeut, radni terapeut i logoped nastojat će poboljšati djetetov posturalni tonus, pokrete i govor.
Učinkovitost fizikalnog tretmana ovisi o težini oštećenja mozga i o postojanju drugih oštećenja, kao što su malformacije i defekti osjetila, epilepsija i drugo te o samom tretmanu tj. vremenu kada je započet, koliko je ciljan i kakvim se intenzitetom provodi.

## Djetetova okolina
Roditelji moraju prihvatiti svoje dijete kao osobu kojoj se dogodilo da ima cerebralnu paralizu, a ne kao cerebralno paralizirano dijete.
Najvažniji terapeuti u tretmanu djeteta su roditelji. S rastom djeteta individualna terapija postaje nedovoljna. Dijete je potrebno uključiti u vrtić, a kasnije u školu, te nastojati osigurati integraciju ovih osoba kroz osobni rad ili rad u različitim radionicama, radnoj okupaciji, a prema njihovim sposobnostima i mogućnostima.
|  | Molimo pročitajte upozorenje o korištenju medicinskih informacija. Ne provodite liječenje bez savjetovanja s liječnikom! |